# Erateina subviridis
Erateina subviridis är en fjärilsart som beskrevs av Max Joseph Bastelberger 1907. Erateina subviridis ingår i släktet Erateina och familjen mätare. Inga underarter finns listade i Catalogue of Life.